# Spilocosmia incompleta
Spilocosmia incompleta är en tvåvingeart som beskrevs av Wang 1996. Spilocosmia incompleta ingår i släktet Spilocosmia och familjen borrflugor. Inga underarter finns listade i Catalogue of Life.